# Хоенлинден
Хоенлинден (њем. Hohenlinden) општина је у њемачкој савезној држави Баварска. Једно је од 21 општинског средишта округа Еберсберг. Према процјени из 2010. у општини је живјело 2.809 становника. Посједује регионалну шифру (AGS) 9175123.

## Географски и демографски подаци
Хоенлинден се налази у савезној држави Баварска у округу Еберсберг. Општина се налази на надморској висини од 540 метара. Површина општине износи 17,3 km². У самом мјесту је, према процјени из 2010. године, живјело 2.809 становника. Просјечна густина становништва износи 162 становника/km².